# CCJ (株式会社)
株式会社CCJ（シーシージェイ）は、三重県四日市市に本社を置くMSO（ケーブルテレビの統括運営会社）である。

## 概要
2007年（平成19年）10月1日、株式会社シー・ティー・ワイ（CTY）、上越ケーブルビジョン株式会社（JCV）、株式会社エヌ・シィ・ティ（NCT）の3社が株式移転により設立した共同持株会社である。社名のCCJは、コミュニティ・ケーブル・ジャパンの略である。

## 沿革
- 2007年（平成19年）10月1日 - 設立。
- 2012年（平成24年）12月21日 - 株式会社フジクラより株式会社ケーブルネット鈴鹿の発行済株式61.53パーセント (%) を取得し子会社化[3]。
- 2014年（平成26年）上越ケーブルビジョンを株式持分調整でパートナー局へ変更。

## グループ局
- シー・ティー・ワイ（三重県四日市市）
- エヌ・シィ・ティ（新潟県長岡市）
- ケーブルネット鈴鹿（三重県鈴鹿市）

## パートナー局
- 上越ケーブルビジョン（新潟県上越市）

## 本社所在地
- 三重県四日市市本町8-2